# Városháza (Eger)
Az egri városháza Egerben, a Dobó tér 2. szám alatt áll, a Szent Antal- (Minorita-) templom szomszédságában. A városháza mai, eklektikus épülete a 19. század utolsó éveiben épült a régi városháza elbontott épületeinek a helyén, a Dobó tér és a Bajcsy-Zsilinszky utca sarkán. A Bajcsy-Zsilinszky utcai szárny 1895-ben városi bérházként épült, később csatolták a Dobó téri szárnyhoz, ami városháza céljára épült 1900-ban.
Előtte Kisfaludi Strobl Zsigmond Végvári vitézek című szoborcsoportja állt, melynek áthelyezéséről egy közeli utcácskába 2011-ben döntött az önkormányzat.